# 크리스티나 카스타뇨
크리스티나 카스타뇨(Cristina Castaño, 1978년 10월 30일 ~ )는 스페인의 배우이다.